# 문지기
문지기는 예를 들어 성문이나 경비를 통해 무언가에 대한 접근을 제어하거나, 보다 추상적으로는 범주나 지위에 대한 접근이 누구에게 허용되는지 제어하는 사람이다. 문지기는 경영학자 쿠르트 레윈의 고전적인 말로 "안팎"에 있는 사람을 평가한다.
세계의 종교와 신화에 나오는 다양한 인물이 낙원이나 지옥의 영역의 문지기 역할을 하며, 진입을 원하는 사람의 자격에 따라 이러한 영역에 대한 접근을 허용하거나 거부한다. 이러한 자격으로 행동하는 인물은 파수꾼, 심문 또는 법관의 지위를 맡을 수도 있다. 영어로는 게이트키퍼(gatekeeper)라고 하는데, 20세기 후반에 이 용어는 더 은유적으로 사용되어 주어진 메시지가 대중 매체를 통해 배포될지 여부를 결정하는 개인이나 단체를 지칭하게 되었다.

## 같이 보기
- 게이트키핑
- 헤임달
- 야누스
- 본인-대리인 문제
- 베드로